# Juan Griego
Juan Griego é uma cidade venezuelana, capital do município de Marcano.